# Nafri jezik
Nafri jezik (ISO 639-3: nxx), jezik porodice east bird’s head-sentani, skupine sentani, kojim govori 1 630 ljudi (1975 SIL) jugoistočno od zaljeva Yotafa, u selu Nafri, indonezijski dio Nove Gvineje.
Pripada podskupini pravih sentanskih jezika, u koje još ulaze sentani i tabla

## Vanjske poveznice
- Ethnologue (14th)
- Ethnologue (15th)